# Говард, Генри, 19-й граф Саффолк
Генри Молиньё Пэджет Говард, 19-й граф Саффолк, 12-й граф Беркшир (англ. Henry Molyneux Paget Howard, 19th Earl of Suffolk, 12th Earl of Berkshire; 13 сентября 1877 — 21 апреля 1917) — британский пэр. Он носил титул учтивости — виконт Андовер с 1877 по 1898 год.

## Происхождение и образование
Родился 13 сентября 1877 года. Старший сын Генри Говарда, 18-го графа Саффолка (1833—1898), и Мэри Элеоноры Лодердейл Ковентри (1847—1928).
Его дедушкой и бабушкой по отцовской линии были Чарльз Говард, 17-й граф Саффолк (1805—1876), и его жена Изабелла Говард (дочь лорда Генри Говарда и племянница Бернарда Говарда, 12-го герцога Норфолка). Его дедушкой и бабушкой по материнской линии были капитан достопочтенный Генри Амелиус Ковентри (сын Джорджа Ковентри, 8-го графа Ковентри, и леди Мэри Боклерк, единственной дочери Обри Боклерка, 6-го герцога Сент-Олбанса) и Каролина Стерлинг Дандас (вторая дочь Джеймса Дандаса, и достопочтенной Мэри Тафтон Данкан, дочери Адама Данкана, 1-го виконта Данкана).
Он получил образование в школе Сандройд и Винчестерском колледже.

## Карьера
Он был назначен вторым лейтенантом в 4-й батальон Глостерширского полка (Королевское ополчение Северного Глостершира) в феврале 1896 года и был повышен до лейтенанта в феврале 1897 года.
31 марта 1898 года после смерти своего отца Генри Говард унаследовал титулы 19-го графа Саффолка, 12-го графа Беркшира, 12-го виконта Андорвера из графства Саутгемптон и 12-го барона Говарда из Чарльтона в графстве Уилтшир, став членом Палаты лордов Великобритании.
В декабре 1898 года он был откомандирован в качестве дополнительного адъютанта к Джорджу Керзону, 1-му маркизу Керзону, вице-королю Индии, и был повышен до чина капитана во время службы в качестве адъютанта 11 апреля 1900 года.
Он вышел в отставку в январе 1907 года. В июне 1908 года он был произведен в майоры и назначен командующим Уилтширской батареей 3-й Уэссекской бригады Королевской полевой артиллерии. Это территориальное подразделение было отправлено в Индию в начале Первой мировой войны и впоследствии обеспечивало пополнением подразделения, сражавшиеся в Месопотамской кампании. 21 апреля 1917 года в битве при Истабулате лорд Саффолк был убит осколком в сердце, командуя батареей. Он похоронен на военном кладбище в Басре, Ирак.

## Личная жизнь
26 декабря 1904 года Саффолк женился на американской наследнице Маргарет Хайд «Дэйзи» Лейтер (1 сентября 1880 — 5 марта 1968), второй дочери Леви Зейглера Лейтера из Дюпон-Серкл, Вашингтон, округ Колумбия. Дэйзи была сестрой Мэри Керзон, баронессы Керзон, и невесткой лорда Керзона. У супругов было трое детей:
- Чарльз Говард, 20-й граф Саффолк (2 марта 1906 — 12 мая 1941), старший сын и преемник отца. С 1934 года он был женат на английской балерине, родившейся в Чикаго, Мими Форд-Пигготт (1897—1966), известной как «Мими Кроуфорд», дочери Альфреда Джорджа Форд-Пигготт[1].
- Достопочтенный Сесил Джон Артур Говард (1908—1985), в 1939 году он женился на Фрэнсис Дрейк Дин (1912—2000), дочери Эдвина Моргана Дина[13], от брака с которой у него не было детей[1] .
- Лейтенант-коммандер Достопочтенный Гревилл Реджинальд Говард (7 сентября 1909 — 20 сентября 1987), в 1945 году он женился на Мэри Ридехалг, дочери Уильяма Смита Ридехалга, от брака с которой у него была дочь[1].

Лорду Саффолку наследовал его старший сын Чарльз Говард, 20-й граф Саффолк. Его вдова пережила его более чем на пятьдесят лет до своей смерти 5 марта 1968 года.